# 玛丽维尔大学
玛丽维尔大学（Maryville University）是密苏里州城乡市的一所私立大学。玛丽维尔学院最初由圣心会创立于1872年。该大学为来自美国50个州以及47个国家和地区的学生提供90多个本科、研究生和博士学位。目前也开设了超过30个在线学位和课程。
学校距圣路易斯市中心约22英里。该学校起初位于圣路易斯市中心，1961年，它迁移到圣路易斯市郊的城乡市。玛丽维尔大学起初是女子学院，后于1968年开始招收男性。学校的名称源于"Mary's Villa"（玛丽的别墅）的缩写。